# رود پروخلادنایا
رود پروخلادنایا (انگلیسی: Prokhladnaya) یک رودخانه در استان کالینینگراد کشور روسیه است.